# Con Funk Shun
Con Funk Shun è un gruppo musicale statunitense formatosi nel 1969. È formato dai musicisti Michael Cooper, Felton Pilate II, Cedric Martin, Paul Harrell, Karl Fuller, Danny Thomas e Louis A. McCall Sr..

## Storia del gruppo
Originariamente creato sotto la denominazione di Project Soul, il gruppo ha firmato un contratto con la Mercury Records nel 1976. Il loro primo ingresso nella Billboard 200 è stato ottenuto con Secrets, il secondo album in studio, che è arrivato in 51ª posizione e che è riuscito a ricavarsi un disco d'oro per oltre 500 000 esemplari fisici venduti nazionalmente. Lo stesso disco è stato supportato dalla hit Ffun, classificatasi al 23º posto della Hot 100.
Loveshine (1978) e Spirit of Love (1980) hanno entrambi visto un posizionamento migliore rispetto a Secrets, dopo che si sono piazzati rispettivamente al 32º e al 30º posto della graduatoria LP statunitense. Verso la fine degli anni settanta la Recording Industry Association of America ha assegnato al gruppo altre tre certificazioni d'oro per i dischi, denotante 500 000 copie vendute ciascuna. Too Tight è divenuto il terzo ingresso della formazione nella Hot 100, uno degli estratti dal sesto album Touch.
Nel 1986 hanno toccato per la prima volta la Official Singles Chart britannica con Burnin' Love, tratto dal progetto omonimo, pezzo con cui hanno raggiunto la 68ª posizione.

## Formazione
- Michael Cooper
- Felton Pilate II
- Cedric Martin
- Paul Harrell
- Karl Fuller
- Danny Thomas
- Louis A. McCall Sr.

## Discografia

### Album in studio
- 1976 – Con Funk Shun
- 1977 – Secrets
- 1978 – Loveshine
- 1979 – Candy
- 1980 – Spirit of Love
- 1980 – Touch
- 1981 – 7
- 1982 – To the Max
- 1983 – Fever
- 1985 – Electric Lady
- 1986 – Burnin' Love
- 2015 – More than Love

### Singoli
- 1974 – Mr. Tambourine Man
- 1974 – Now and Forever
- 1976 – Another World
- 1976 – Sho Feels Good to Me
- 1977 – Ffun/I'll Set You Out O.K.
- 1977 – Confunkshunizeya/Who Has the Time
- 1978 – So Easy
- 1978 – Get Down with It
- 1978 – Shake and Dance with Me
- 1978 – Tears in My Eyes
- 1979 – Da Lady
- 1979 – Chase Me
- 1979 – (Let Me Put) Love on Your Mind
- 1980 – By Your Side/Spirit of Love
- 1980 – Lady's Wild
- 1980 – Happy Face
- 1980 – Too Tight/Play Widit
- 1980 – Got to Be Enough
- 1981 – Bad Lady
- 1981 – Straight from the Heart
- 1981 – California 1
- 1981 – Body Lovers/Give Your Love to Me
- 1981 – Bad Lady/California 1
- 1982 – Love's Train
- 1982 – Ain't Nobody, Baby
- 1982 – Ms. Got-the-Body
- 1983 – Don't Let Your Love Grow Cold/Lovin' Fever
- 1983 – You Are the One/Let's Ride and Slide
- 1983 – Baby, I'm Hooked (Right Into Your Love)
- 1983 – Hard Lovin'/Lovin' Fever
- 1985 – I'm Leaving Baby
- 1985 – Tell Me What (I'm Gonna Do)
- 1985 – Electric Lady
- 1986 – She's a Star/Rock It All Night
- 1986 – How Long
- 1986 – Burnin' Love
- 1996 – Throw It Up, Throw It Up
- 2014 – Your Night